# Qadīm Khān
Qadīm Khān (persiska: قديم خان) är en ort i Iran.   Den ligger i provinsen Kurdistan, i den nordvästra delen av landet, 300 km väster om huvudstaden Teheran. Qadīm Khān ligger 1 760 meter över havet och antalet invånare är 170.
Terrängen runt Qadīm Khān är platt åt sydväst, men åt nordost är den kuperad. Qadīm Khān ligger nere i en dal. Runt Qadīm Khān är det ganska glesbefolkat, med 29 invånare per kvadratkilometer. Närmaste större samhälle är Khvodlān, 11,6 km sydväst om Qadīm Khān. Trakten runt Qadīm Khān består i huvudsak av gräsmarker.